# مقاومة أحمد باي
مقاومة أحمد باي بشرق الجزائر. بعدما انسحب أحمد باي إلى مدينة قسنطينة اجتمع بأعضاء الديوان وتباحث معهم في عرض دي بورمون، فكان رد الجميع الرفض لأن قسنطينة تابعة لباشا الجزائر وتمتثل لأوامره، وهي بدورها تمتثل لأوامر إسطنبول، ولهذا لا بد من الكتابة إلى السلطان محمود الثاني والحصول على موافقته.
- معركة قسنطينة الأولى نوفمبر 1836
- معركة قسنطينة الثانية 1837

## نهاية مقاومة أحمد باي
بعد استسلام أحمد باي يوم 5 جوان 1848 إلى الرائد «دوسان جرمان» توجه إلى بسكرة[وفقًا لِمَن؟] أين أقام فيها ثلاثة أيام، ثم إلى باتنة أين أمضى فيها يومين، وفي اليوم الثالث توجه إلى قسنطينة. وفي أثناء استحوذته أفكار متعددة، حيث يقول أحمد باي " إنني أذهب بلا أملاك ولا قوة إلى المدينة التي رأتني سيدا في أوج عزتي وحيث مارست سلطة السيادة.[وفقًا لِمَن؟] ولكن الله كيف نفسي وتجلت إرادته، وأي إنسان يستطيع الإفلات من أيدي القدر فسبحان الله وجل جلاله. " ومن قسنطينة التي بقي فيها ثلاثة أيام توجه إلى سكيكدة[وفقًا لِمَن؟] ثم إلى العاصمة أين خصصت له السلطات الفرنسية مسكنا أقام فيه مع أسرته وخدمه ومنحة سنوية قدرها 12 ألف فرنك، لكنها لم تسمح له بالهجرة وتوفي سنة 1850.